# CRRC Group
CRRC Group (сокращённо от China Railway Rolling Stock Corporation — «Китайская корпорация железнодорожного подвижного состава», «Чжунго Чжунчэ») — китайская государственная холдинговая компания, объединяющая 46 дочерних предприятий. Основана в 2015 году, штаб-квартира расположена в Пекине, число сотрудников — свыше 180 тыс. человек.
Компании CRRC Group специализируются на разработке, производстве и техническом обслуживании электровозов, дизель-электрических и дизель-гидравлических локомотивов, высокоскоростных поездов, трамваев, пассажирских вагонов, вагонов метро, грузовых вагонов, электрических автобусов, энергетического оборудования и различных двигателей.
Главным активом CRRC Group является акционерная компания CRRC Corporation Limited, основанная в Пекине в 2007 году. CRRC Corporation является крупнейшим производителем рельсового подвижного состава в мире, значительно опережая своих конкурентов (среди основных — германская Siemens Mobility, французская Alstom, канадская Bombardier Transportation, японская Hitachi и корейская Hyundai Rotem). Акции CRRC Corporation котируются на Шанхайской и Гонконгской фондовых биржах. Крупнейшими акционерами компании являются материнская CRRC Group (55,9 %), а также государственные инвестиционные компании China Securities Finance (2,9 %) и Central Huijin Investment (1,1 %).

## История
В 1986 году была проведена реорганизация промышленной группы China National Railway Locomotive & Rolling Stock Industry Corporation (LORIC), которая на тот момент объединяла 35 заводов и 4 исследовательских института). В 2000 году Министерство железных дорог КНР разделило LORIC на две отдельные структуры — CNR Group (China Northern Locomotive & Rolling Stock Industry Corporation) и CSR Group (China South Locomotive and Rolling Stock Industry Corporation). В том же году эти структуры перешли в подчинение Комитета по контролю и управлению государственным имуществом Китая (SASAC). В 2009 году акции CNR Group стали котироваться на Шанхайской и Гонконгской фондовых биржах.
В 2015 году в рамках реформы железнодорожной отрасли вместо Министерства железных дорог была образована государственная компания Китайские железные дороги, а производственные структуры CNR Group и CSR Group были обратно объединены в единую холдинговую CRRC Group, контрольный пакет которой остался у SASAC. 
По состоянию на конец 2016 года 47 % продаж CRRC Group приходилось на локомотивы и вагоны, 25 % — на электротехническое оборудование, электрические автобусы и грузовики, 16 % — на финансовые и другие услуги, 12 % — на железнодорожное оборудование. В 2016 году лишь 8 % всей выручки CRRC Group пришлось на внешние рынки. В начале 2020 года CRRC Group представила городской автобус на водородных топливных элементах, разработанный совместно с State Power Investment Corporation.
По состоянию на 2019 год продажи CRRC Corporation составляли 32,6 млрд долларов, прибыль — 1,7 млрд долларов, активы — 52,1 млрд долларов, рыночная стоимость — 37,8 млрд долларов, в компании работало 168,6 тыс. сотрудников. В июне 2020 года дочерняя компания CRRC Tangshan Locomotive & Rolling Stock выиграла международный тендер на поставку составов для Харьковского метрополитена.

## Предприятия

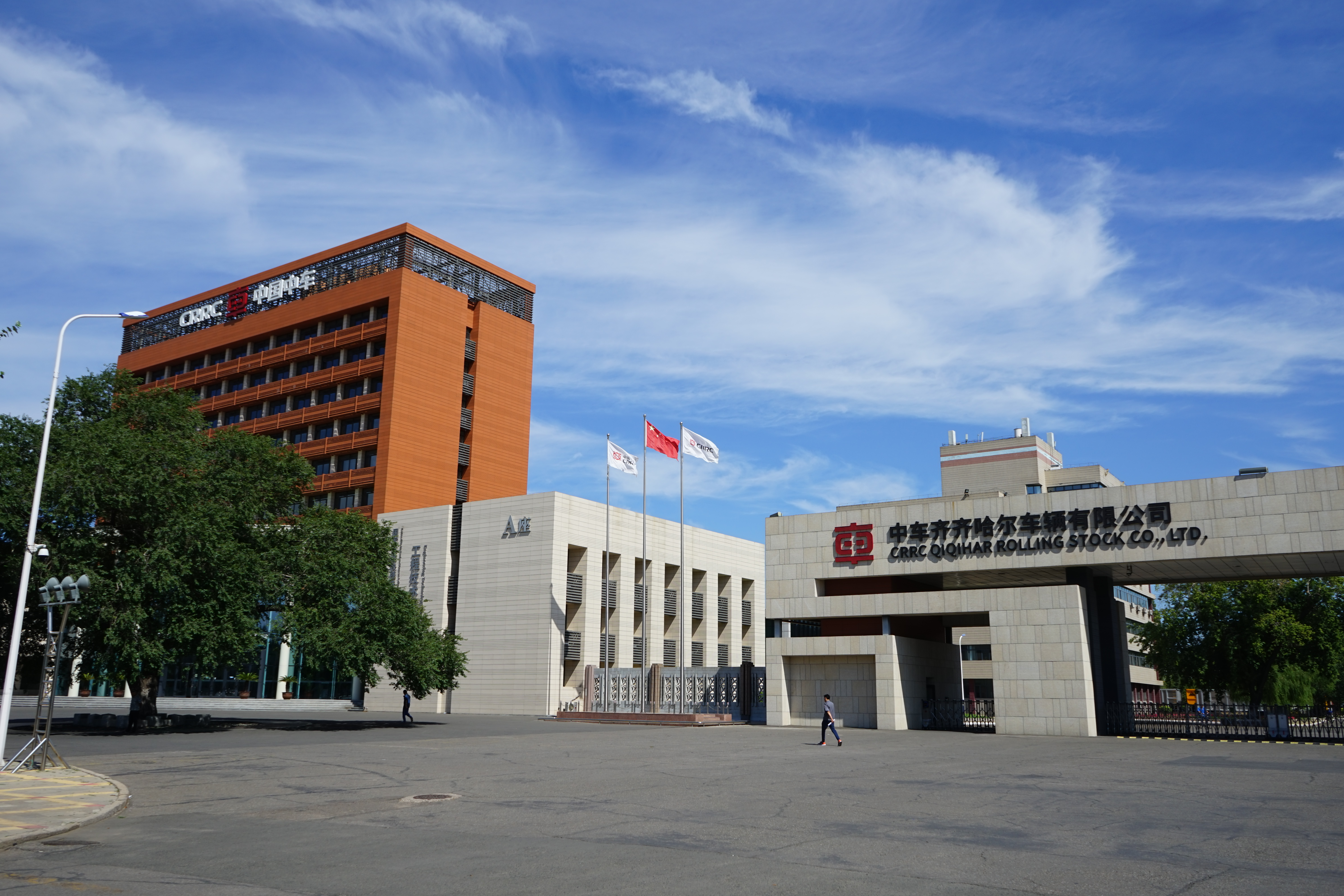
CRRC Qiqihar

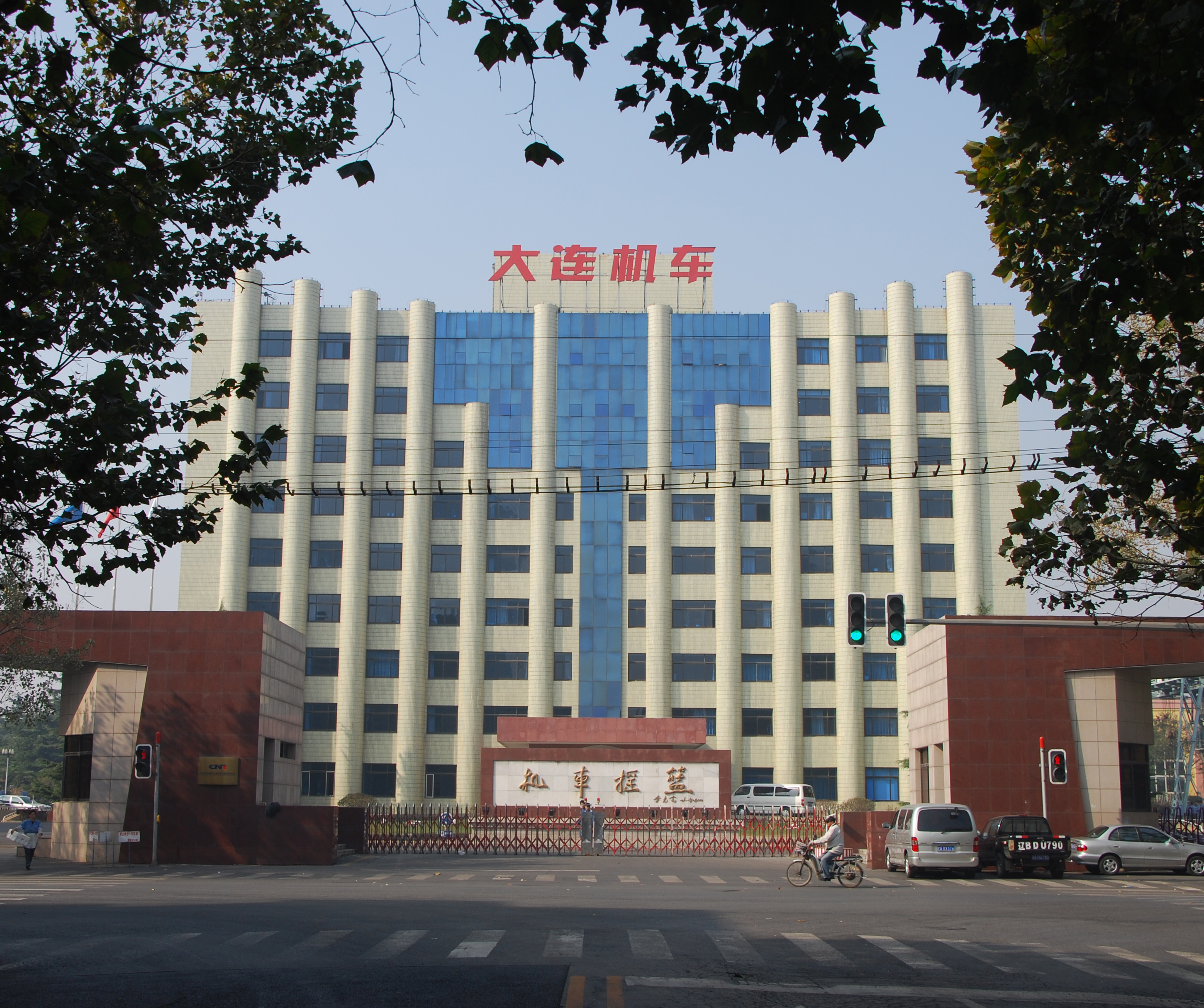
CRRC Dalian

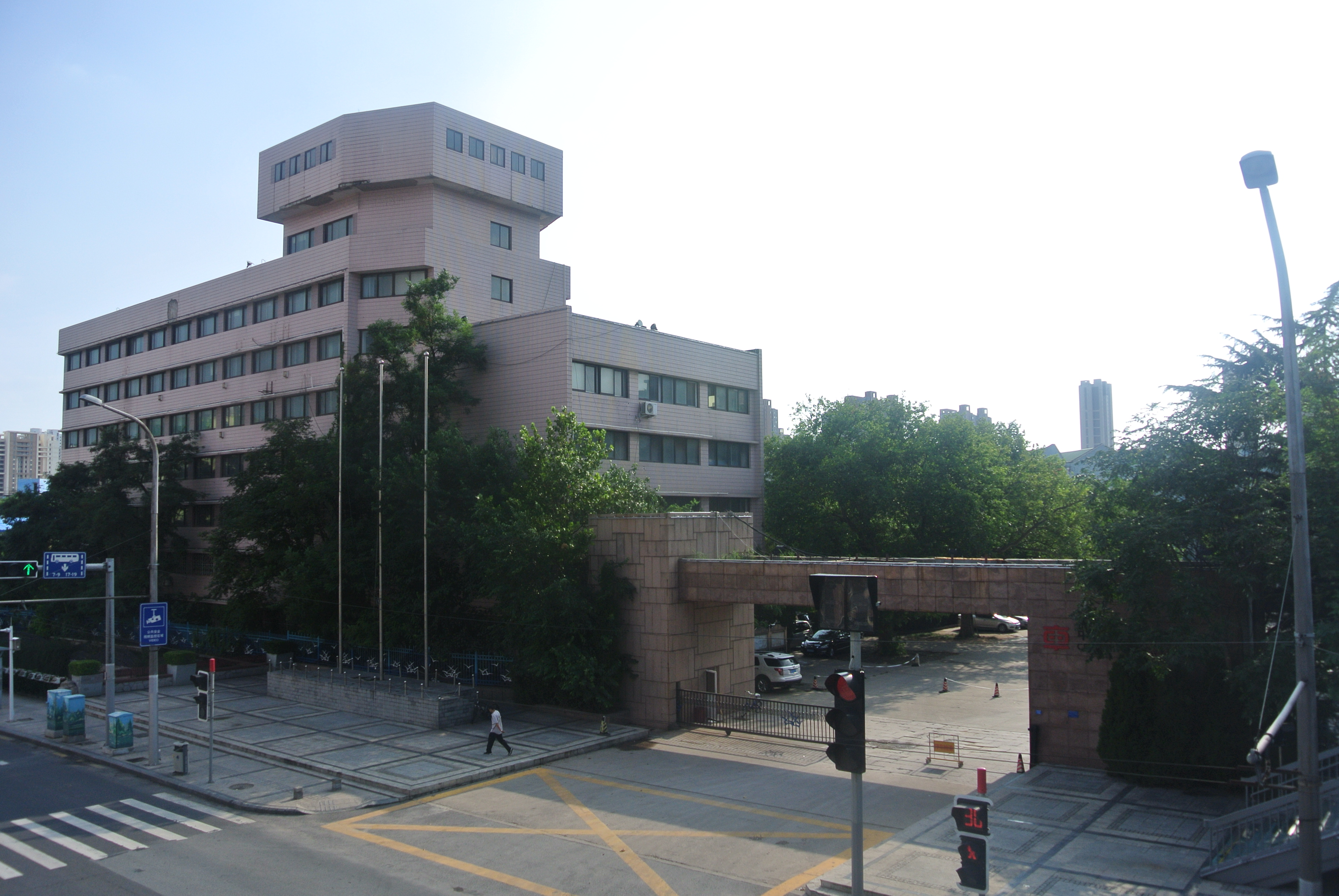
CRRC Qingdao Sifang

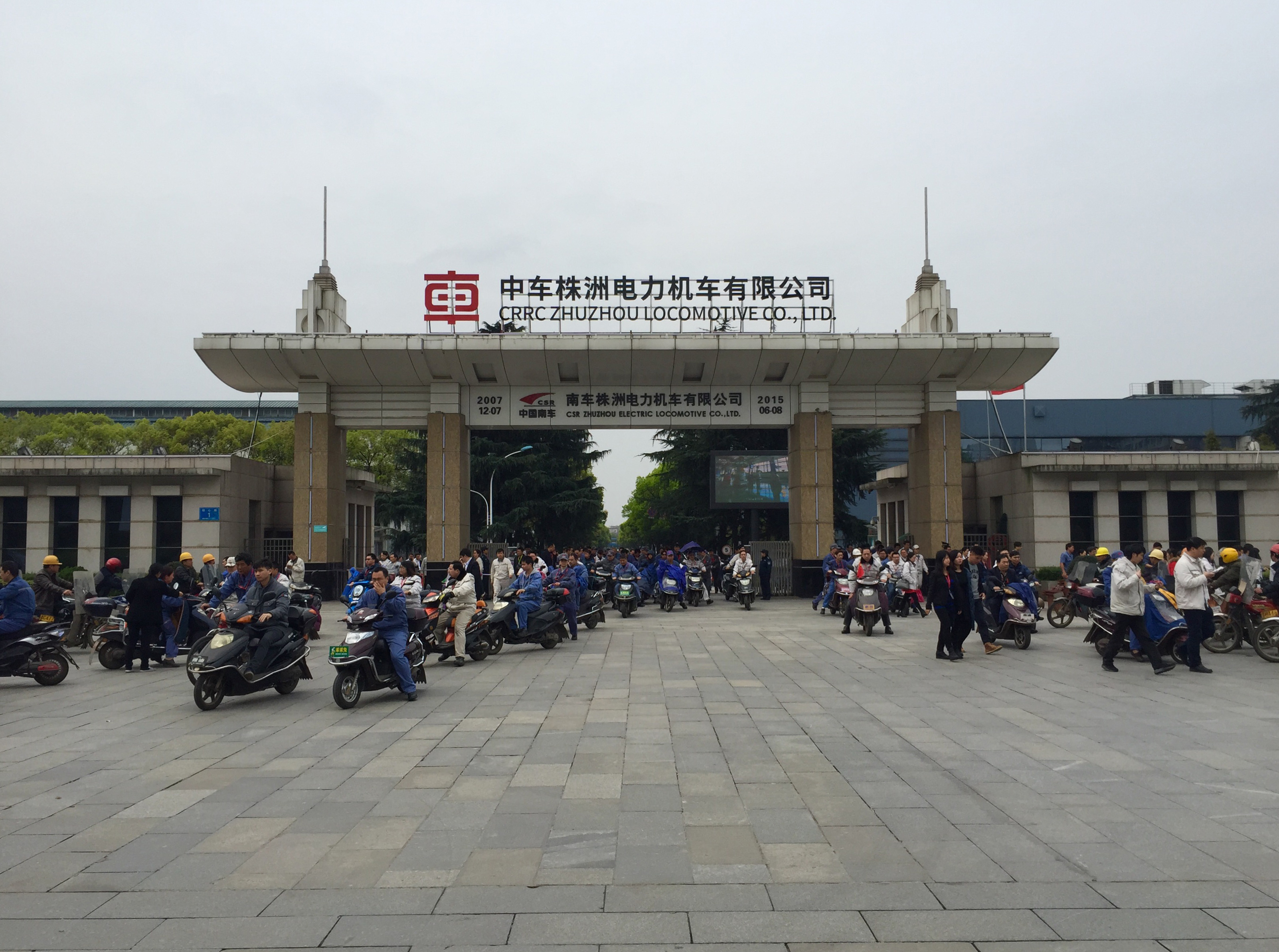
CRRC Zhuzhou

### Производство локомотивов и вагонов
- Завод CRRC Datong Electric Locomotive (Датун)
- Завод CRRC Zhuzhou Electric Locomotive (Чжучжоу)
- Завод CRRC Beijing Locomotive (Пекин)
- Завод CRRC Changzhou Qishuyan Locomotive (Чанчжоу)
- Завод CRRC Luoyang Locomotive (Лоян)
- Завод CRRC Xiangyang Locomotive (Сянъян)
- Завод CRRC Ziyang Locomotive (Цзыян)
- Завод CRRC Dalian Locomotive & Rolling Stock (Далянь)
  - CRRC Dalian Co. Ltd. (Далянь)[14]
- Завод CRRC Chengdu Locomotive & Rolling Stock (Чэнду)
- Завод CRRC Qingdao Sifang[англ.] Locomotive & Rolling Stock (Циндао)
- Завод CRRC Tangshan Locomotive & Rolling Stock (Таншань)
- Завод CRRC Shandong Locomotive & Rolling Stock (Цзинань)
- Завод CRRC Changchun Railway Vehicles (Чанчунь)
- Завод CRRC Nanjing Puzhen Railway Rolling Stock (Нанкин)
- Завод CRRC Qiqihar Railway Rolling Stock (Цицикар)
- Завод CRRC Harbin Railway Rolling Stock (Харбин)
- Завод CRRC Meishan Railway Rolling Stock (Мэйшань)
- Завод CRRC Shijiazhuang Railway Rolling Stock (Шицзячжуан)
- Завод CRRC Taiyuan Railway Rolling Stock (Тайюань)
- Завод CRRC Xi'an Railway Rolling Stock (Сиань)
- Завод CRRC Wuhan Jiang'an Railway Rolling Stock (Ухань)
- Завод CRRC Wuhan Wuchang Railway Rolling Stock (Ухань)
- Завод CRRC Tongling Railway Rolling Stock (Тунлин)
- Завод CRRC Zhuzhou Railway Rolling Stock (Чжучжоу)

### Производство транспортного и электротехнического оборудования
- Завод CRRC Beijing Nankou Railway Transportation Machinery (Пекин)
- Завод CRRC Shijiazhuang Guoxiang Transportation Equipment (Шицзячжуан)
- Завод CRRC Dalian Dali Railway Transportation Equipment (Далянь)
- Завод CRRC Tangshan Railway Transportation Equipment (Таншань)
- Завод CRRC Lanzhou Jinniu Railway Transportation Equipment (Ланьчжоу)
- Завод CRRC Tianjin Railway Transport Equipment (Тяньцзинь)
- Завод CRRC Yongji Xinshisu Electric Equipment (Юньчэн)
- Завод Zhuzhou CRRC Times Electric (Чжучжоу)
- Завод Ziyang CRRC Electrical Technology (Цзыян)
- Завод Jiangsu CRRC Electric Motors (Яньчэн)

### Производство автобусов
- Завод CRRC Zhuzhou Electric (Чжучжоу)

### Производство энергетического оборудования
- Заводы CRRC Wind Power (Цзинань и Сунъюань)
- Завод CRRC Qi Hang New Energy Technology (Яньчэн)

### Производство пластмассовых изделий
- Завод Zhuzhou Times New Material Technology (Чжучжоу)

### Совместные предприятия
- Bombardier Sifang Transportation (Циндао) — совместное предприятие CRRC и Bombardier Transportation по производству высокоскоростных поездов.
- Changchun Bombardier Railway Vehicles (Чанчунь) — совместное предприятие CRRC и Bombardier Transportation по производству вагонов метро.
- Siemens Traction Equipment (Чжучжоу) — совместное предприятие CRRC и Siemens по производству электропоездов и тяговых комплектующих.
- Dalian Toshiba Locomotive Electric Equipment (Далянь) — совместное предприятие CRRC и Toshiba по производству электронного оборудования.

### Зарубежные активы
- Британский производитель интегральных схем Dynex Semiconductor (Линкольн)
- Аргентинский производитель локомотивов Emprendimientos Ferroviarios (Хенераль-Сан-Мартин)
- Американский производитель поездов метро CRRC Massachusetts (Спрингфилд)
- Американский производитель грузовых вагонов Vertex Railcar (Уилмингтон)
- Малайзийский производитель поездов метро CRRC Malaysia (Бату-Гаджах)

Кроме того, CRRC Group имеет сборочные заводы в Чикаго (США), Турции и ЮАР, а также электротехнический завод в Индии.

## Научно-исследовательские разработки

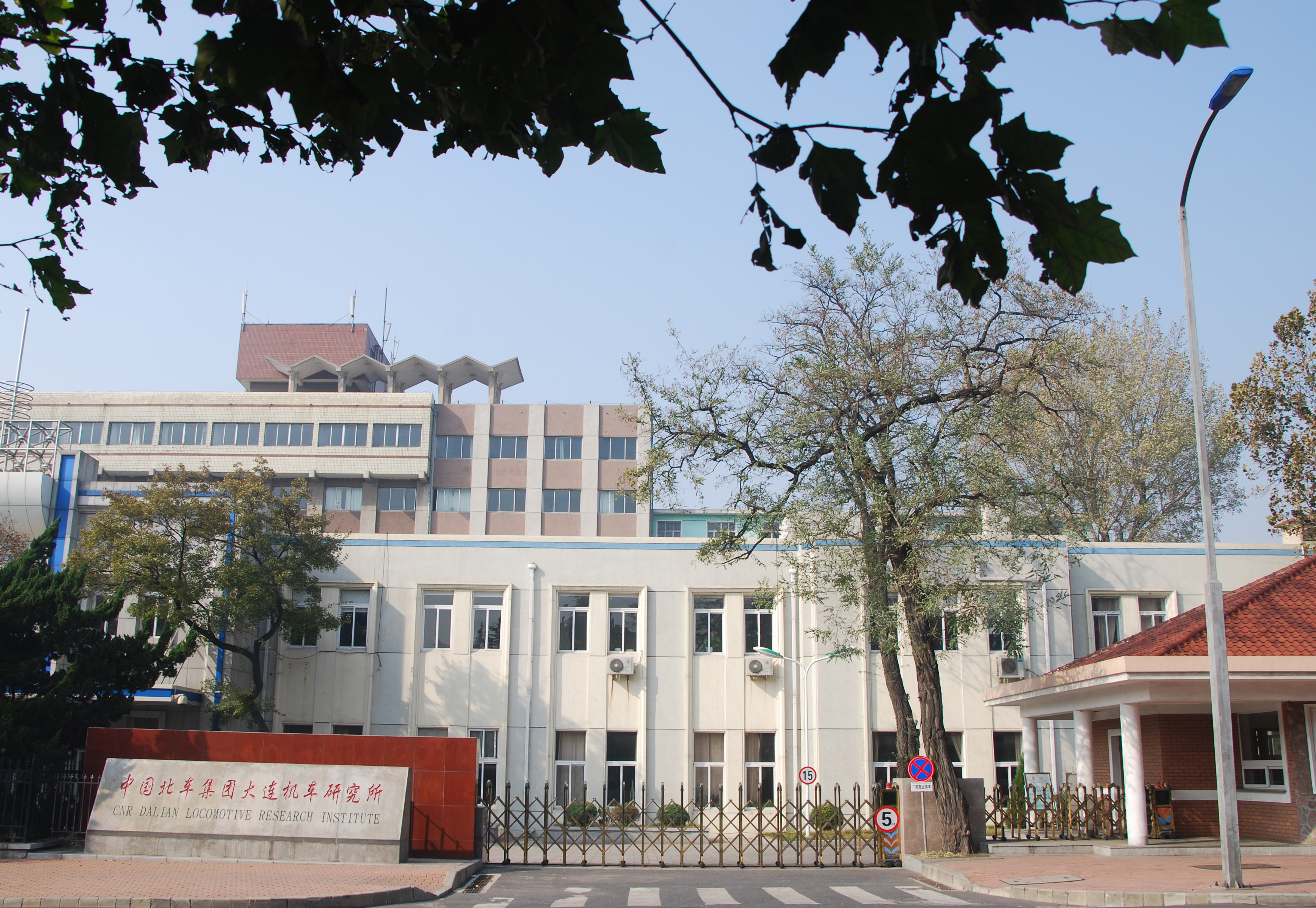
Исследовательский институт локомотивов в Даляне

Основные научно-исследовательские, опытно-конструкторские и проектно-дизайнерские центры CRRC Group расположены в Даляне (Исследовательский институт локомотивов), Чжучжоу (Исследовательский институт электровозов), Циндао (Исследовательский институт подвижного состава) и Чанчжоу (Институт железнодорожных технологий).
Кроме того, CRRC Group создала исследовательские центры совместно с Саутгемптонским университетом, Бирмингемским университетом, Дрезденским техническим университетом, Рурским университетом, Чешским техническим университетом, Иллинойсским университетом, Мичиганским университетом и Политехническим университетом Виргинии.

## Дочерние компании
- CRRC Group Capital Holdings
- CRRC Industrial Investment
- CRRC Financial and Securities Investment
- CRRC Financial Leasing[15]
- CRRC Logistics
- CRRC Trading
- CRRC Real Estate
- CRRC Hong Kong Capital Management
- Shanghai Xinghan Asset Management
- Ningbo Yinzhou District Construction, Investment & Development
- CNR Ship & Ocean Engineering Development[5]

Также CRRC Corporation владеет крупным пакетом акций страховой компании China United Insurance Holding.

## Продукция
- Рельсовый подвижной состав — электровозы, дизельные локомотивы, скоростные поезда[16][17][18], пригородные электропоезда и дизель-поезда, городской легкорельсовый транспорт (в том числе трамваи, городские электрички и монорельсовые поезда), пассажирские вагоны (в том числе вагоны скоростных поездов дальнего следования, поездов метро и пригородных поездов), грузовые вагоны для перевозки угля, руды, зерна, удобрений, контейнеров и жидкостей, вагоны-холодильники, специальная рельсовая техника для строительства и ремонта железнодорожных путей, прокладки туннелей и подземных работ в шахтах.
- Транспортное оборудование и компоненты — двигатели для локомотивов, двигатели для буровой техники, горной техники и ветрогенераторов, системы управления и автоматического контроля поездами и путями, различные контрольно-измерительные приборы, воздушные компрессоры, турбонагнетатели, водяные и масляные насосы, элементы трансмиссии, пневматические пружины, сцепные устройства, тормозное оборудование, вагонные тележки, литые, кованные и штампованные изделия (в том числе коленчатые валы, шатуны, поршни, водяные рубашки, шестерни, муфты, карданные валы, фланцы и ступицы).
- Другая продукция — дизельные и электрические самосвалы, электрические автобусы, строительное и горнорудное оборудование, буровые насосы, гусеничные тракторы для шахт, стрелочные переводы, ветроэлектрические установки.

CRRC Group поставляет свою продукцию и услуги в более чем сто стран мира. Основные экспортные рынки сбыта CRRC Group — Америка (США, Канада, Аргентина, Бразилия, Венесуэла, Куба), Азия (Вьетнам, Камбоджа, Таиланд, Малайзия, Сингапур, Индонезия, Мьянма, Бангладеш, Индия, Шри-Ланка, Пакистан, Иран, Ирак, Саудовская Аравия, ОАЭ, Израиль, Казахстан, Узбекистан, Туркменистан, Турция, Грузия, Монголия, Северная Корея), Африка (ЮАР, Намибия, Габон, Нигерия, Гана, Мадагаскар, Кения, Танзания, Эфиопия, Судан, Тунис, Ливия), Европа (Беларусь, Украина, Венгрия, Чехия, Австрия, Германия, Северная Македония, Сербия, Португалия), Австралия и Новая Зеландия.
Дочерняя компания Zhuzhou CRRC Times Electric экспортирует электрические автобусы в Саудовскую Аравию и Новую Зеландию. Дочерняя компания CRRC Zhuzhou Electric Co. (Чжучжоу) производит ветрогенераторы для прибрежных ветроэлектростанций. 

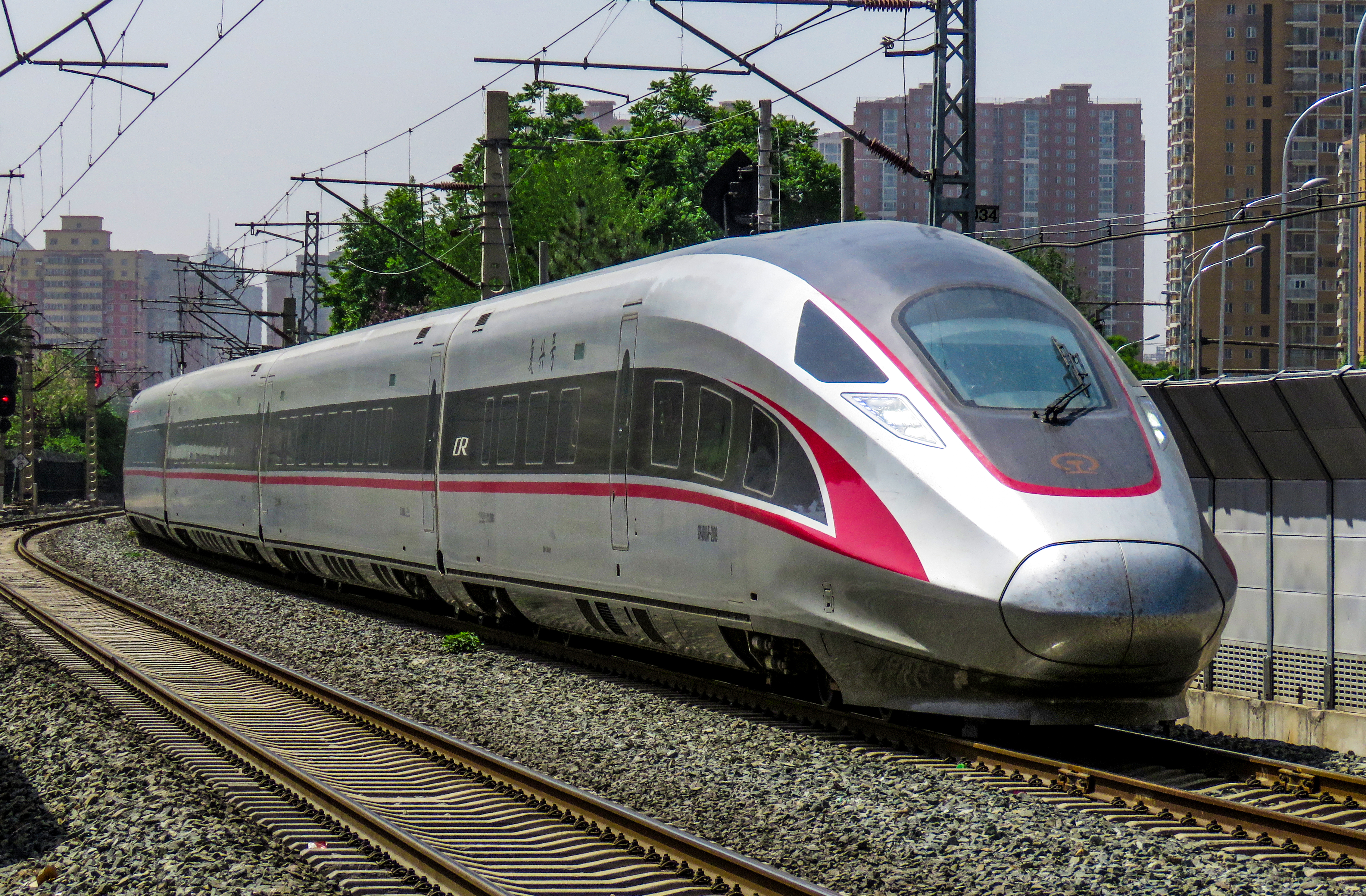
CR400AF
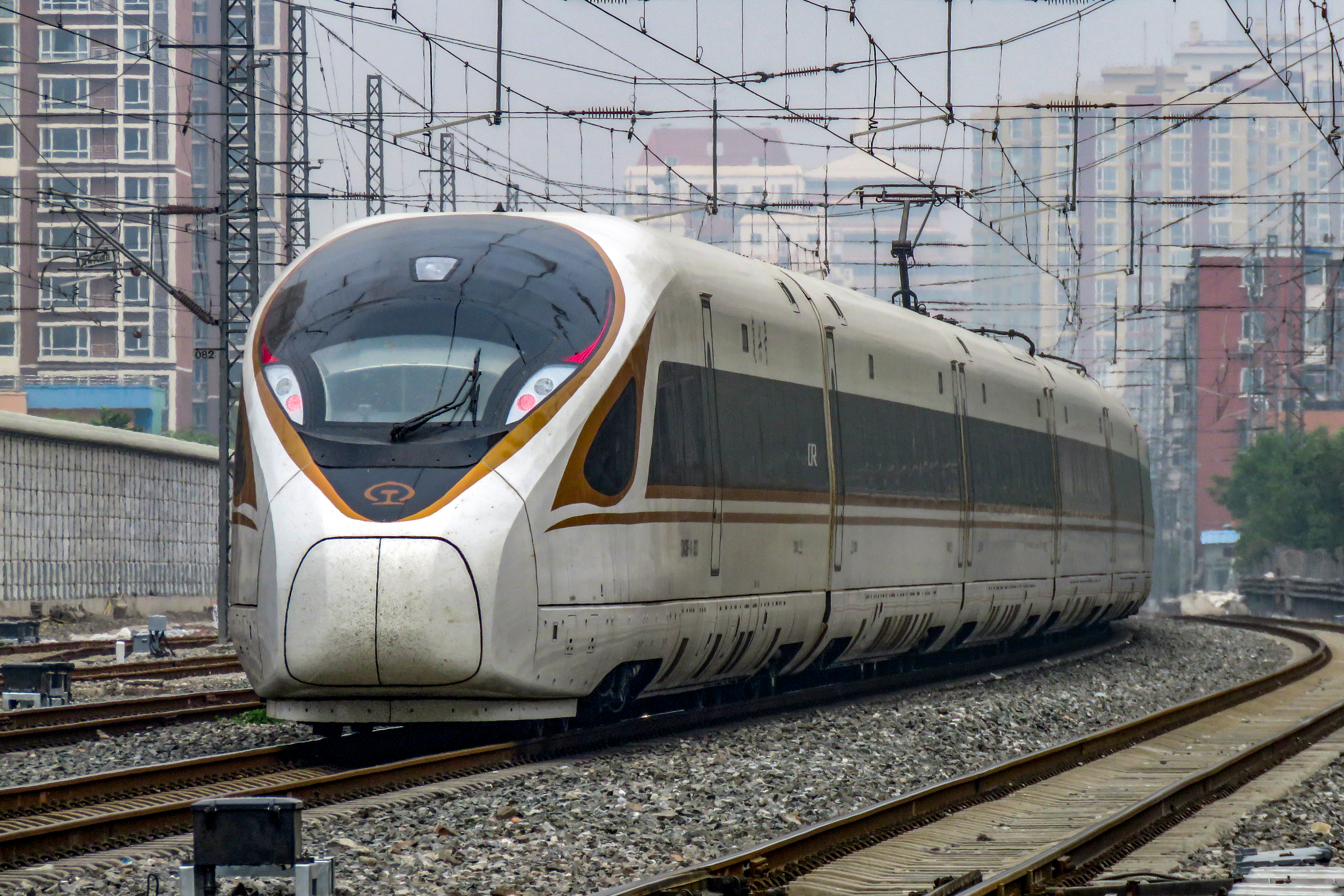
CR400BF
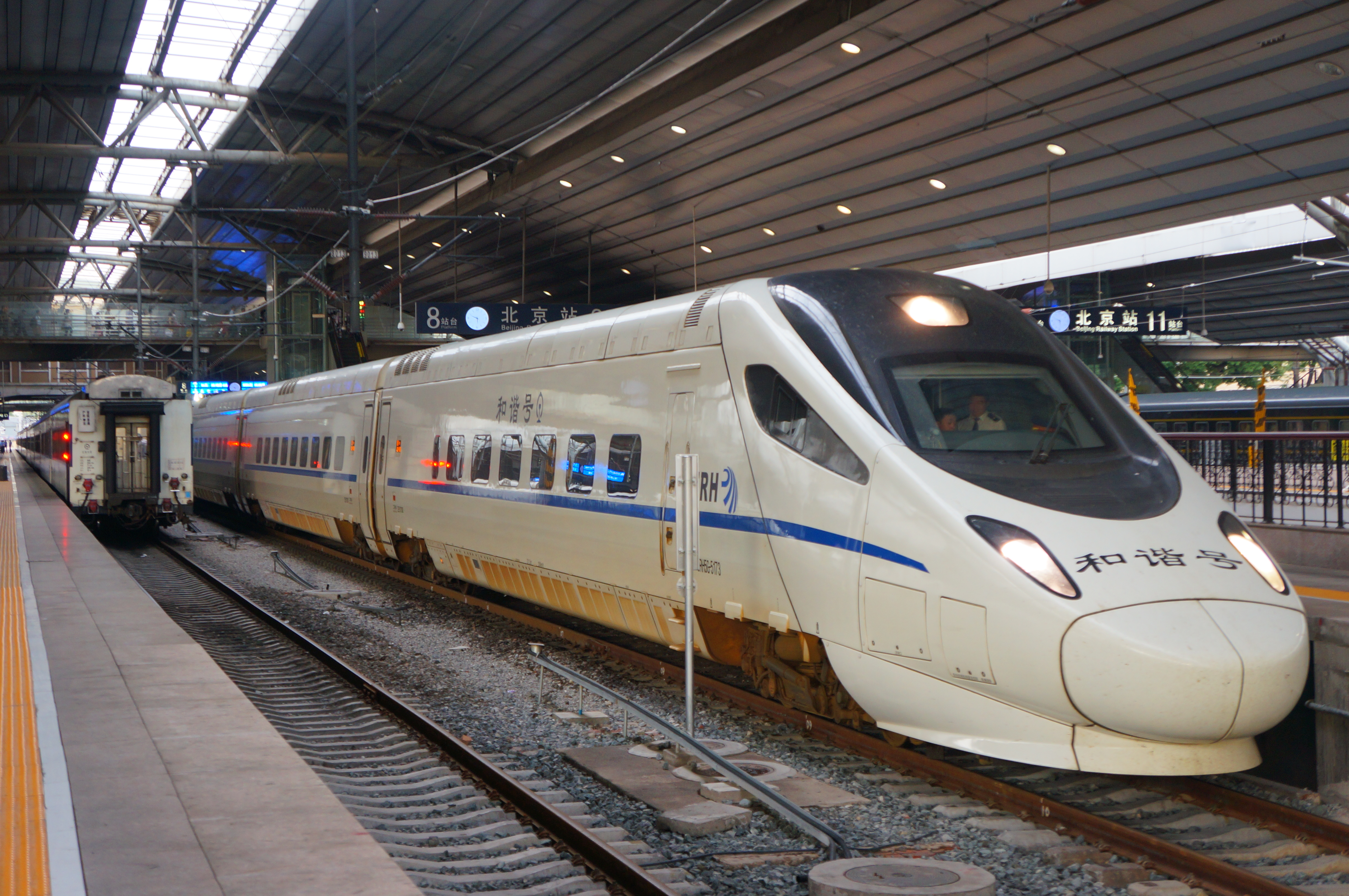
CRH5G
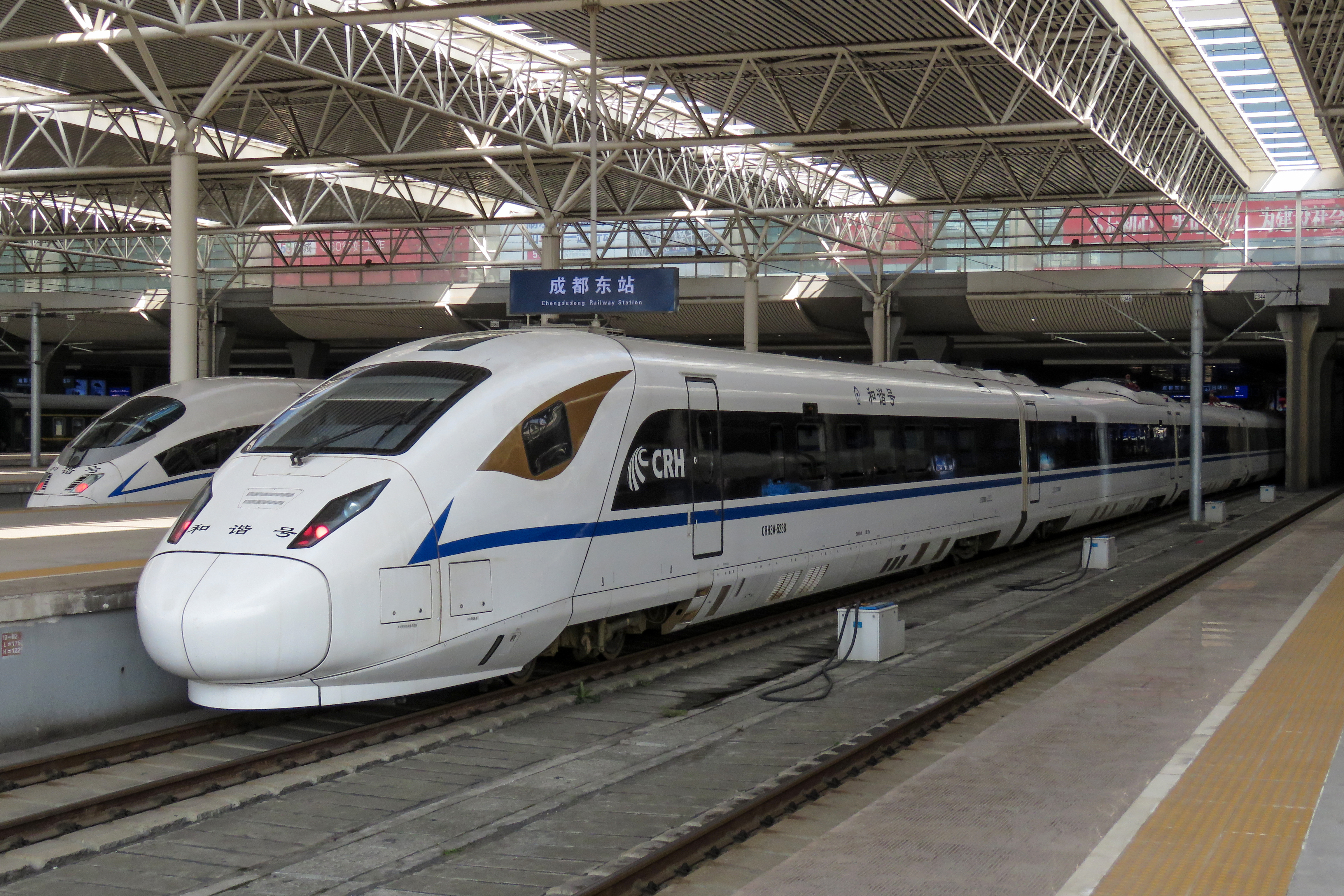
CRH3A
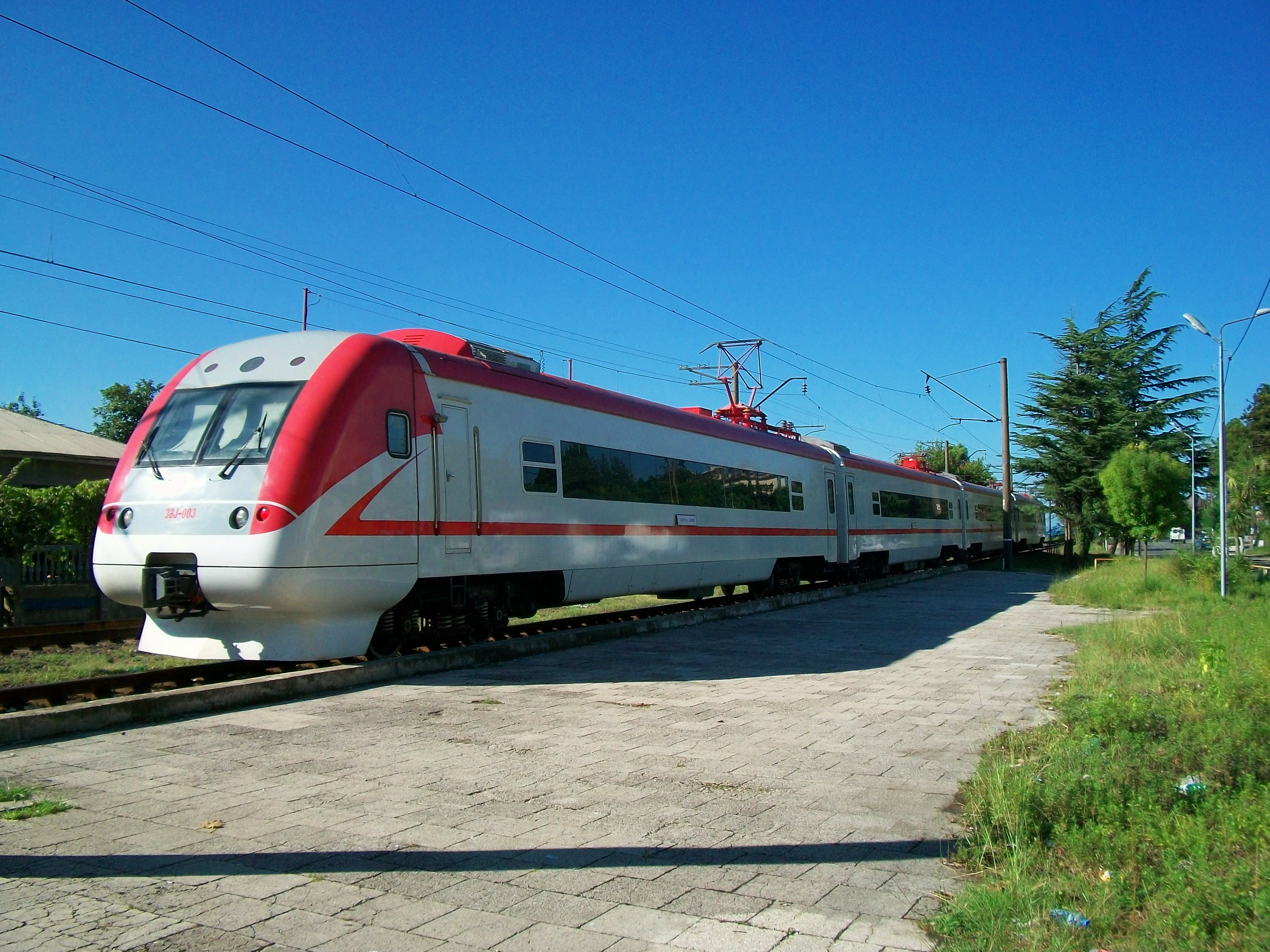
VMK-003
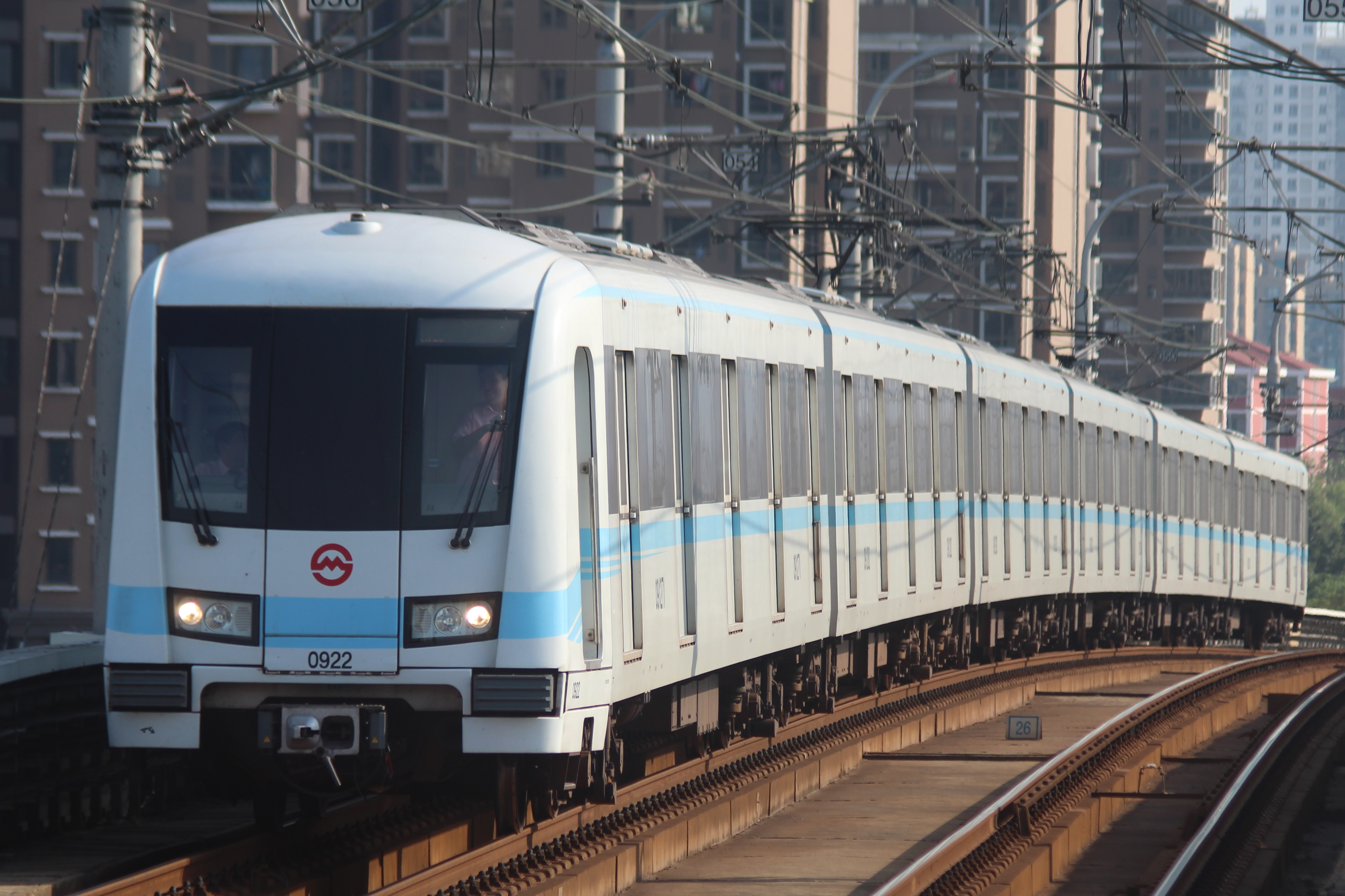
AC08
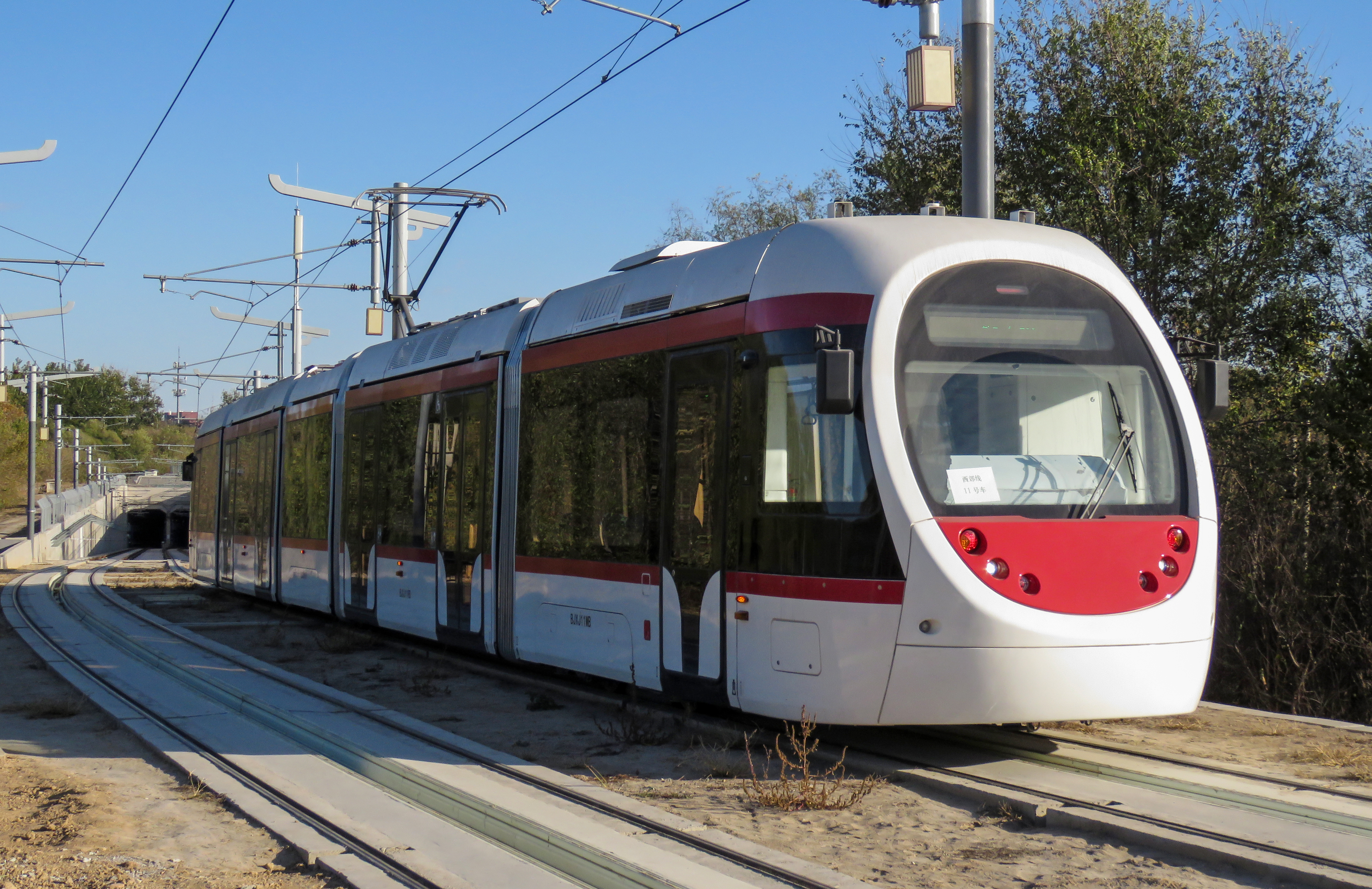
BJXJ11
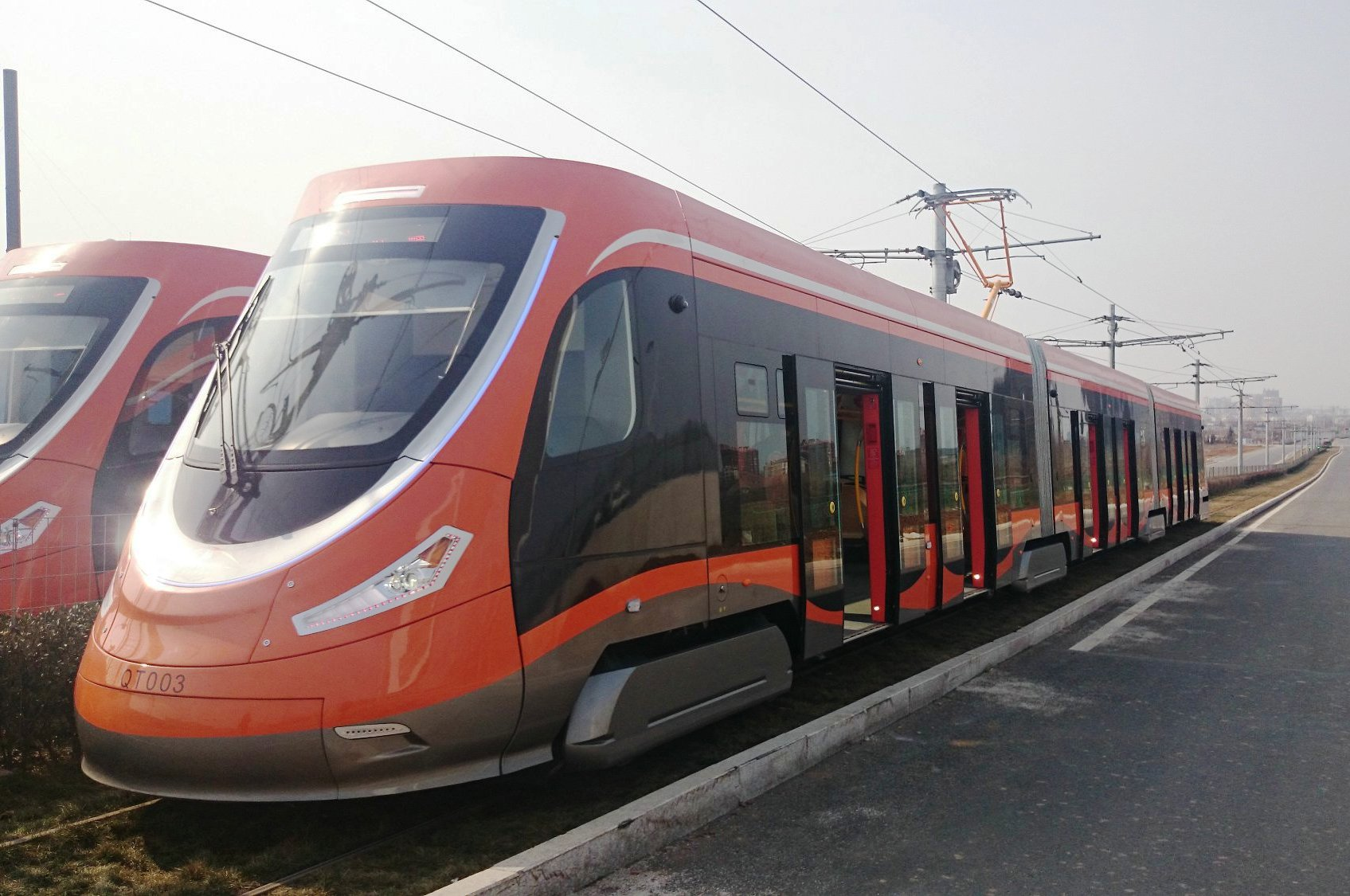
Y03
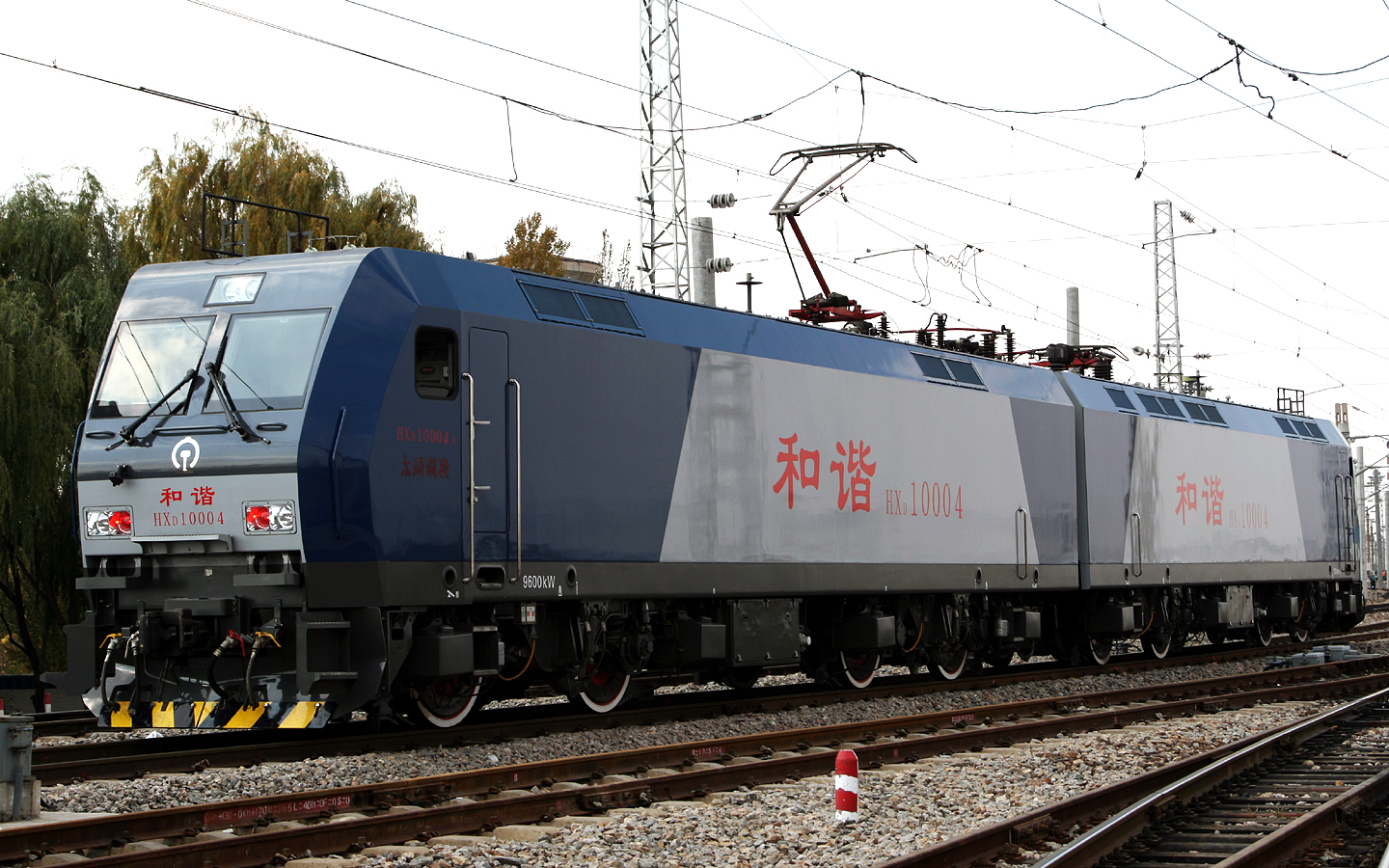
HXD1
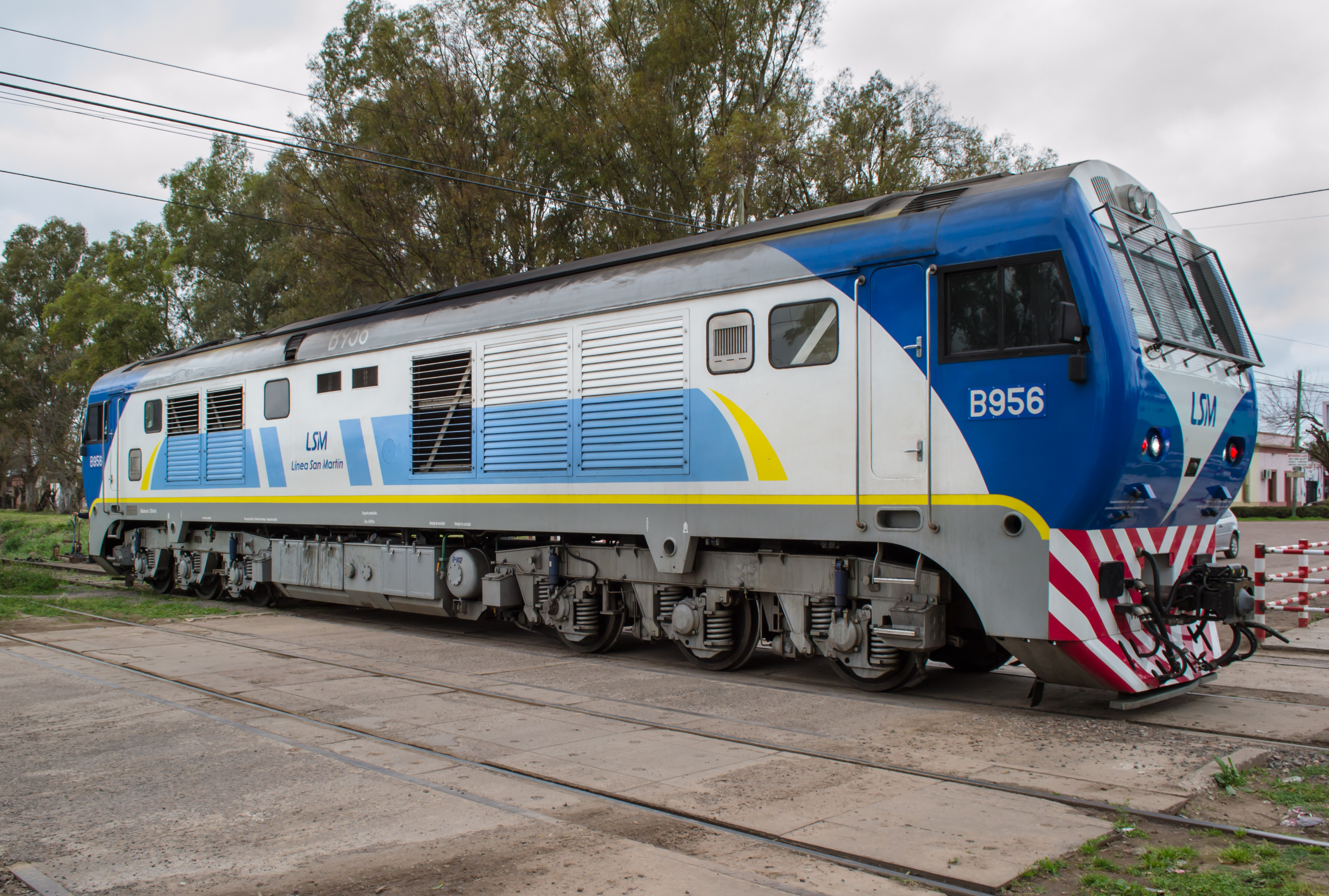
SDD7
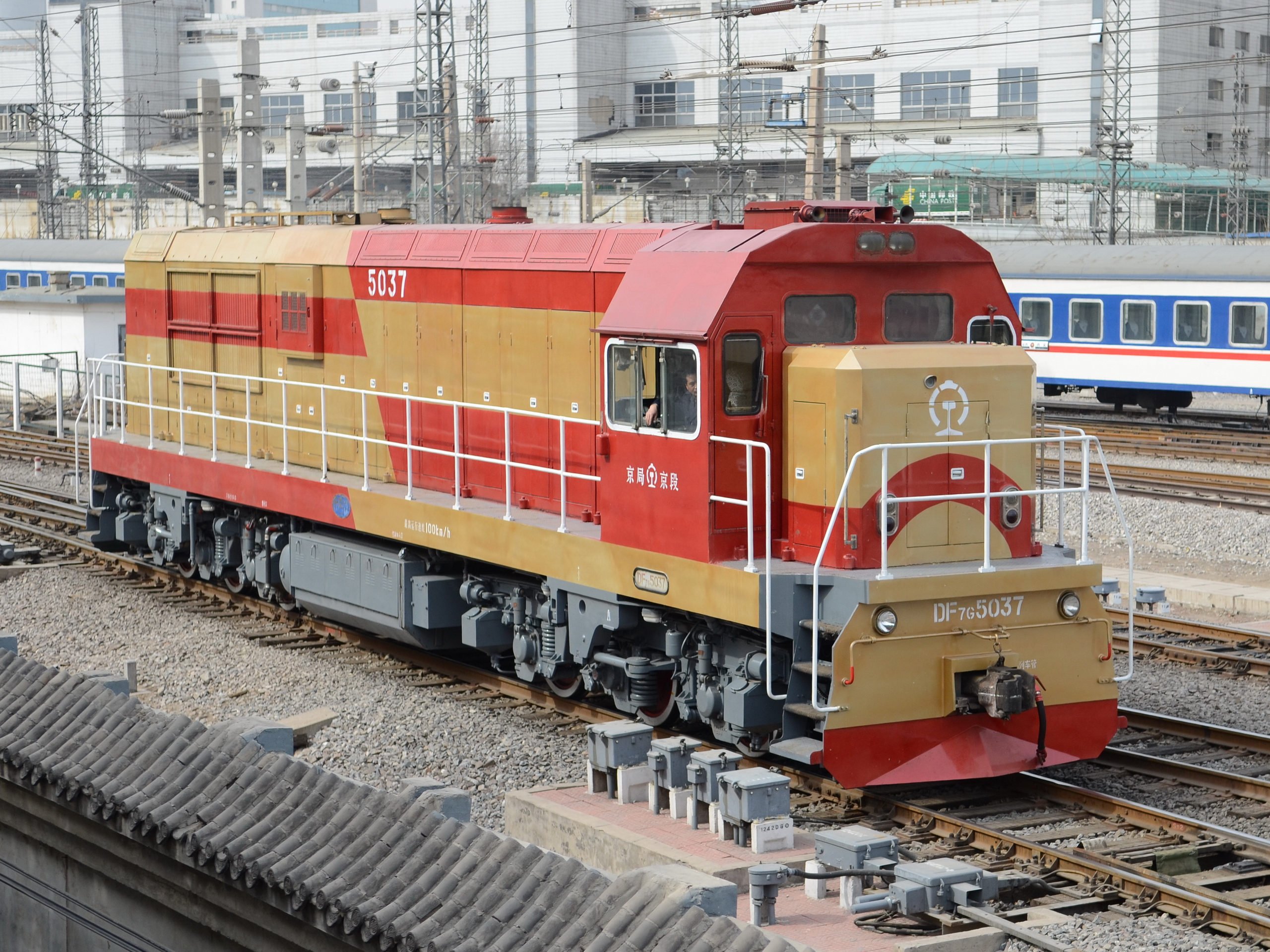
DF7G
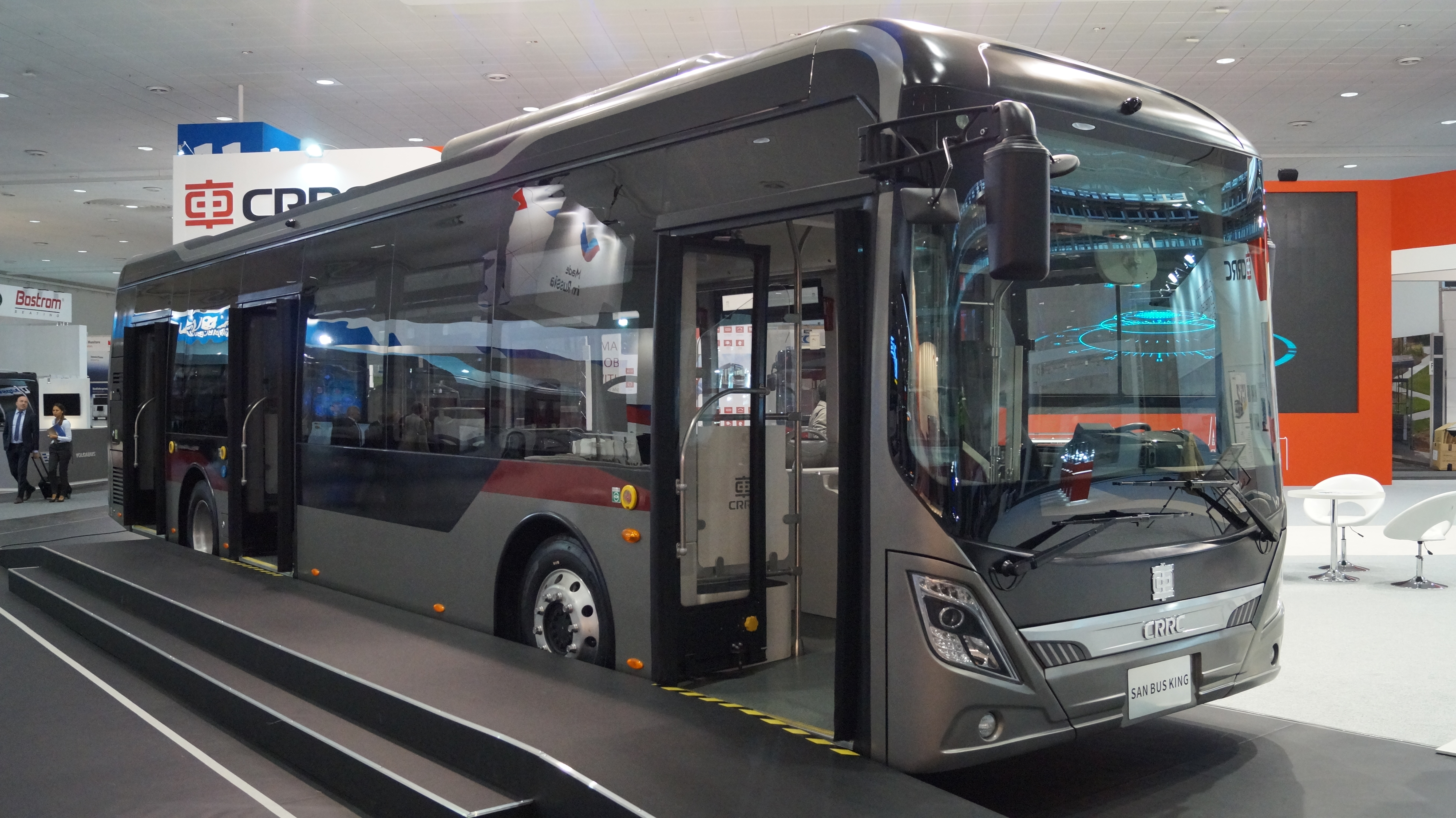
San Bus King C12